# Matt Macey
Matthew Ryan Macey, detto Matt (Bath, 9 settembre 1994), è un calciatore inglese, portiere del Colchester Utd.

## Carriera
Cresciuto nel settore giovanile del Bristol Rovers, nel 2013 si trasferisce all'Arsenal; dopo aver ottenuto alcune convocazioni con la prima squadra, l'8 gennaio 2015 passa in prestito mensile all'Accrington Stanley. Il 31 gennaio 2017 viene ceduto fino al termine della stagione al Luton Town, venendo poi richiamato nel mese di aprile a causa degli infortuni di Petr Čech e David Ospina; il 24 ottobre seguente esordisce con i Gunners, nella partita di Coppa di Lega vinta per 2-1 contro il Norwich City. Il 6 dicembre prolunga con il club londinese e il 30 luglio 2018 passa a titolo temporaneo al Plymouth. Rientrato all'Arsenal, non colleziona ulteriori presenze con la squadra; l'8 gennaio 2021 viene acquistato dall'Hibernian, con cui nel mese di maggio firma fino al 2023.

## Statistiche

### Presenze e reti nei club
Statistiche aggiornate al 13 maggio 2022.
| Stagione         | Squadra            | Campionato       | Campionato | Campionato | Coppe nazionali | Coppe nazionali | Coppe nazionali | Coppe continentali | Coppe continentali | Coppe continentali | Altre coppe | Altre coppe | Altre coppe | Totale | Totale | Totale |
| Stagione         | Squadra            | Comp             | Pres       | Reti       | Comp            | Pres            | Reti            | Comp               | Pres               | Reti               | Comp        | Pres        | Reti        | Pres   | Reti   |        |
| ---------------- | ------------------ | ---------------- | ---------- | ---------- | --------------- | --------------- | --------------- | ------------------ | ------------------ | ------------------ | ----------- | ----------- | ----------- | ------ | ------ | ------ |
| gen. 2015        | Accrington Stanley | FL2              | 4          | -11        | FACup+CdL       | -               | -               | -                  | -                  | -                  | EFLT        | -           | -           | 4      | -11    |        |
| 2015-2016        | Arsenal            | PL               | 0          | 0          | FACup+CdL       | 0+0             | 0               | UCL                | 0                  | 0                  | CS          | -           | -           | 0      | 0      |        |
| gen.-apr. 2017   | Luton Town         | FL2              | 11         | -9         | FACup+CdL       | -               | -               | -                  | -                  | -                  | EFLT        | 2           | -5          | 13     | -14    |        |
| 2017-2018        | Arsenal            | PL               | 0          | 0          | FACup+CdL       | 0+1             | 0 + -1          | UEL                | 1                  | 0                  | CS          | -           | -           | 2      | -1     |        |
| 2018-2019        | Plymouth Argyle    | FL1              | 34         | -65        | FACup+CdL       | 2+2             | -2 + -3         | -                  | -                  | -                  | EFLT        | 0           | 0           | 38     | -70    |        |
| 2019-2020        | Arsenal            | PL               | 0          | 0          | FACup+CdL       | 0+0             | 0               | UEL                | 0                  | 0                  | -           | -           | -           | 0      | 0      |        |
| 2020-gen. 2021   | Arsenal            | PL               | 0          | 0          | FACup+CdL       | 0+0             | 0               | UEL                | 0                  | 0                  | CS          | -           | -           | 0      | 0      |        |
| Totale Arsenal   | Totale Arsenal     | Totale Arsenal   | 0          | 0          |                 | 1               | -1              |                    | 1                  | 0                  |             | -           | -           | 2      | -1     |        |
| gen.-giu. 2021   | Hibernian          | SP               | 3          | -1         | CS+CdL          | 5+0             | -4 + 0          | -                  | -                  | -                  | -           | -           | -           | 8      | -5     |        |
| 2021-2022        | Hibernian          | SP               | 31         | -37        | CS+CdL          | 4+4             | -4 + -4         | UECL               | 4                  | -6                 | -           | -           | -           | 43     | -51    |        |
| Totale Hibernian | Totale Hibernian   | Totale Hibernian | 34         | -38        |                 | 13              | -12             |                    | 4                  | -6                 |             | -           | -           | 51     | -56    |        |
| Totale carriera  | Totale carriera    | Totale carriera  | 83         | -123       |                 | 18              | -18             |                    | 5                  | -6                 |             | 2           | -5          | 108    | -152   |        |

## Palmarès

### Club

#### Competizioni nazionali
- Coppa d'Inghilterra: 1

Arsenal: 2019-2020
- Football League One: 1

Portsmouth: 2023-2024